# Gymnote (U-Boot, 1888)
Die Gymnote (frz.: sinngemäß Zitteraal, Kennung: Q 1) war nach der Plongeur das zweite U-Boot der französischen Marine. Genauso wie die etwa zur selben Zeit gebaute und getestete spanische Peral war das Boot mit einem damals neuartigen Elektromotor ausgestattet. Beide Schiffe waren die ersten einsatzfähigen elektrisch angetriebenen U-Boote der Welt.

## Bau und Konstruktive Merkmale
Der renommierte französische Schiffskonstrukteur Henri Dupuy de Lôme setzte sich vehement für den gemeinsam mit Gustave Zédé entwickelten Entwurf ein. Er konnte erreichen, dass die Admiralität 1886 einen Bauauftrag erteilte. Elektroantrieb, Periskop und Kreiselkompass wurden von Arthur Constantin Krebs entwickelt. Das U-Boot wurde in Toulon gebaut und lief drei Jahre nach de Lômes Tod, am 24. September 1888 vom Stapel.
Das 17,8 m lange Einhüllenboot verdrängte getaucht 31 Tonnen. Die von 564 Bleiakkumulatoren gespeiste elektrische Hauptmaschine gab eine Leistung von 55 PS (41 kW) an einen Verstellpropeller ab. Das Boot erreichte aufgetaucht eine Höchstgeschwindigkeit von mehr als 7 Knoten (13 km/h). Aufgrund des hohen Strömungswiderstandes konnte unter Wasser lediglich eine Geschwindigkeit von etwas mehr als 4 kn (8 km/h) erreicht werden. Die Reichweite betrug über Wasser 65 Seemeilen (120 km). Das U-Boot konnte getaucht bis zu 25 Seemeilen (46 km) weit fahren.
Die Gymnote besaß nur den elektrischen Antrieb und konnte ihre Akkumulatoren nicht mit bordeigenen Mitteln aufladen, weshalb sie sich nicht weit von ihrer Basis entfernen konnte. Solche rein batteriebetriebenen U-Boote wurden in der französischen Marine als „Sousmarines“ (Unterseeboote) bezeichnet. Die etwas später gebauten größeren U-Boote wie die Narval besaßen neben dem elektrischen Antrieb Verbrennungsmotoren für die Überwasserfahrt, mit denen die Akkumulatoren aufgeladen werden konnten. Derartige U-Boote wurden als „Submersibles“ (Tauchboote) bezeichnet.
Obwohl die Gymnote lediglich ein Versuchsfahrzeug war, trug sie auch Waffen. Die Bewaffnung bestand aus zwei 14-Zoll-Torpedos. Anstelle von Torpedorohren wurden außen am Rumpf angebrachte Ablaufgestelle genutzt. Diese zum Zielen schwenkbare Konstruktion wird nach ihrem russischen Erfinder auch als Drzewiecki-Abwurfkragen bezeichnet.
Um die bei den Tests der Plongeur entdeckten Probleme bei der Stabilisierung eines getauchten U-Bootes zu lösen, wurde der Bootskörper mit zwei Paar Tiefenrudern stabilisiert. Außerdem besaß das Boot Vertikalschrauben zur Trimmung. Die Vertikalschrauben erwiesen sich aber nicht als erfolgreich.
Die Gymnote wurde im Jahre 1898 grundlegend modernisiert. Sie erhielt einen leistungsfähigeren Elektromotor (90 PS) und einen neuen Turm. Durch die Umbaumaßnahmen stieg die Verdrängung auf 33,2 ts.

## Einsatzgeschichte
Da man zur Zeit des Stapellaufes der Gymnote in Frankreich auf offizieller Seite, im Gegensatz zu den meisten anderen Ländern, der U-Boot-Waffe große Aufmerksamkeit schenkte, konnte die Gymnote trotz anfänglicher technischer Schwierigkeiten erfolgreich getestet und weiterentwickelt werden. Insgesamt führte das Boot über 2000 Tauchfahrten durch. Die spanische Peral hingegen wurde schon nach wenigen Testfahrten stillgelegt. Deshalb kann man die Gymnote als erstes modernes einsatzfähiges U-Boot der Welt bezeichnen.
Die Konstruktion war ein revolutionärer Fortschritt im U-Boot-Bau. Das französische Militär zeigte sich sehr beeindruckt. Das Marineministerium ordnete den Bau eines wesentlich größeren U-Bootes an. 1893 lief die Gustave Zédé (ursprünglich: Sirène) vom Stapel.
Die Gymnote sank am 19. Juni 1907 in einem Dock in Toulon. Sie wurde zwar gehoben, aber 1908 endgültig gestrichen.